# Monuments historiques im Département Côtes-d’Armor

Logo Monument historique

Im Département Côtes-d’Armor gab es zum 1. Juli 2019 insgesamt 827 Bauwerke, die als Ganzes oder teilweise (nur Fassade, Glockenturm einer Kirche oder Portal usw.) als Monument historique auf der Denkmalliste standen.
Von den 348 Gemeinden im Département Côtes-d’Armor besitzen 250 mindestens ein Monument historique und in 98 Gemeinden gibt es kein Monument historique. 
Die Einstufung beweglicher Objekte als Monument historique, wie zum Beispiel Skulpturen (siehe: Kategorie:Monument historique (Skulptur)), Kirchenfenster (siehe: Kategorie:Monument historique (Glasmalerei)), Taufbecken (siehe: Kategorie:Monument historique (Taufbecken)) und andere sind hier nicht berücksichtigt.